# Orquestra Sinfônica Acadêmica de São Petersburgo

A Orquestra Sinfônica Acadêmica de São Petersburgo (em russo: Академический симфонический оркестр Санкт-Петербургской филармонии), fundada em 1931, é uma das duas orquestras sinfônicas pertencentes à sociedade filarmônica de São Petersburgo, sendo a outra a mais famosa Orquestra Filarmônica de São Petersburgo, fundada no século XIX.